# دراکونین
دراکونیَن (Draconian) یک گروه موسیقی در سبکِ دوم متال است. این گروه در سال۱۹۹۴ در سوئد تأسیس شد.

## تاریخچهٔ اولیه

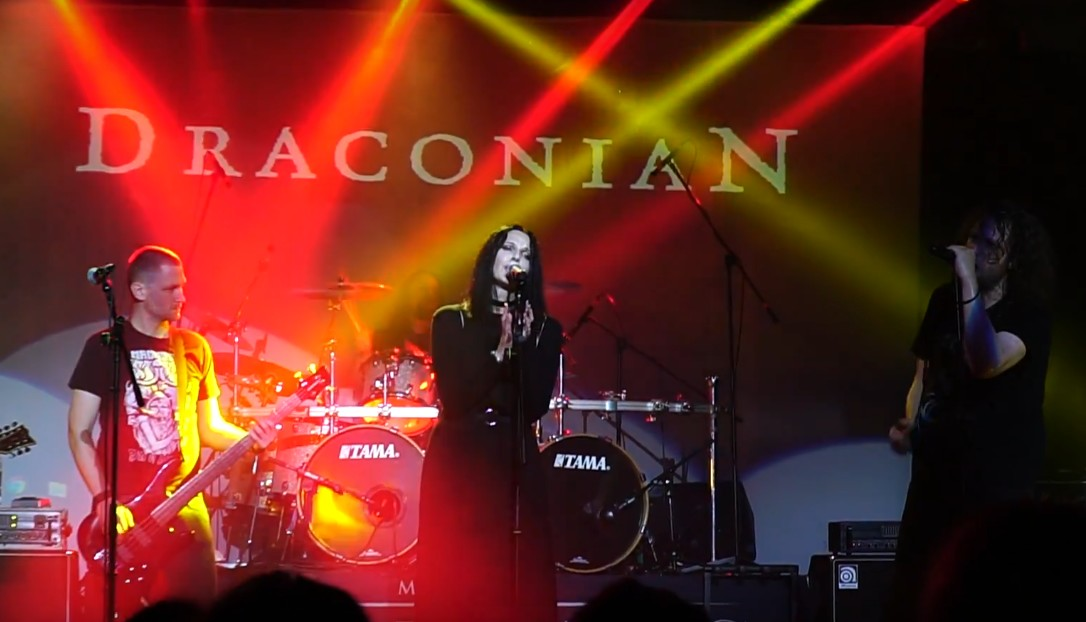
دراکونیان در متال گیتز 2018

دراکونیان در سال ۱۹۹۴ در Säffle، سوئد تشکیل شد. در ماه مه سال ۱۹۹۴، درامر و خواننده جان اریکسون، نوازنده باس و خواننده جسپر Stolpe و گیتاریست اندی Hindenäs مونتاژ از گروه Kerberos، در ابتدا نواختن ملودیک دث متال با بلک متال را تحت تأثیر قرار دادند. هفت ماه بعد، خواننده و آهنگساز ترانه آندرس Jacobsson به گروه پیوست و نام گروه به دراکونیان تغییر یافت.

اولین دموی آنها، Shades of a Lost Moon، در سال ۱۹۹۵ ضبط شد. نسخه‌ای نمایشی که با فلوت و خواندن جسیکا اریکسون، کیبورد و خوانندگی سوزان آرویدسون و با مشارکت مخصوص آندریاس هگ در قسمت آغازین آهنگ «نمسیس من»، در فوریه سال ۱۹۹۶ منتشر شد. با این حال، هیچ قرارداد ضبطی به دست نیامد. در اوایل سال ۱۹۹۷، گروه اقدام به ثبت دموی دوم، تحت عنوان Entitled In Glorious Victory کرد، اما از آنجایی که کیفیت آن رضایت بخش نبود، دیگر ضبط آنرا ادامه نداد.

در ماه‌های بعد، دو تن از اعضای دراکونیان خدمت نظامی خود را کامل کردند، که این موضوع، باعث کم شدن سرعت پیشرفت گروه شد. با این حال، تمرینات آنها تا حدی ادامه داشت. سوزان آرویکسون گروه را به دلایل شخصی ترک کرد و اندرس کارلسون جای او را گرفت.

در هر دو سال ۱۹۹۸ و ۱۹۹۹، گروه به برخی فعالیتهای دور از انتظار دست زد. پس از دریافت واکنش‌های مثبت، آنها تصمیم به ورود مجدد به استودیو گرفتند. در ماه اوت سال ۱۹۹۹، دراکونیان،The Closed Eyes of Paradise را ضبط کرد. آلبومی که دربارهٔ شیطان و فرشته‌های سقوط کرده‌اش بود. سوزان آرویدسون هم به عنوان صدای مهمان، در این اثر نقش آفرینی کرد. بین ماه‌های مه و ژوئن سال ۲۰۰۰، آندریاس Karlsson، آندرس Jacobsson، و یوهان اریکسون با هم روی عناصر ضبط کار کرده، و باعث پیشرفت ترکیب سازها با افکت‌های کنونی شدند. نسخهٔ نمایشی در پی این تغییرات منتشر شد: اندی Hindenäs گروه را ترک کرد و به جای او یوهان اریکسون به عنوان گیتاریست به گروه پیوست، درامر گروه هم جری Torstensson شد.

## قرارداد ضبط و اولین آلبوم
Dark Oceans We Cry در سال ۲۰۰۲ ضبط شد؛ که در آن استعداد خوانندگی لیزا جوهانسون برای اولین بار دیده شد. نسخهٔ EP این آلبوم نیز به خوبی فرمت سی دی آن در اینترنت در دسترس قرار گرفته بود. با وجود تغییرات اشاره شده، نسخهٔ نمایشی با استقبال زیادی مواجه شد و گروه که مدتها در انتظار بستن قرارداد ضبط با Naplam Records بود، به این موضوع دست پیدا کرد.

گروه، اولین آلبوم خود را تحت عنوان Where Lovers Mourn در Studio Mega تحت نظارت کریس سیلور (عضو سابق گروه Sundown and Cemetery) در ژوئیه ۲۰۰۳ ضبط کرد.

## آثار اخیر
در سال ۲۰۰۶ آنها شروع به کار بر روی اثر سوم خود کردند. با این حال، به دلیل درخواست‌های بی شمار طرفداران، گروه تصمیم به ارائه یک آلبوم - که شامل اجرای مجدد آهنگ‌های قدیمی از دموی The Closed Eyes of Paradise بود - گرفت. The Burning Halo هم شامل سه آهنگ جدید و دو کاور بود. به علت وجود مشکلات بیشمار در مراحل ضبط، تولید آلبوم به تأخیر افتاد و سرانجام در ماه ژوئن ۲۰۰۶ کامل و در سپتامبر همان سال، به بازار عرضه شد.
در اکتبر ۲۰۱۰، در وب سایت رسمی گروه اعلام شد که Draconian برای شروع ضبط آلبوم جدیدشان به استودیو رفته‌اند. آلبومی که انتظار می‌رفت تا بهار ۲۰۱۱ منتشر شود. به گفتهٔ Johan Ericson در پستی در یک فروم رسمی، ضبط آلبوم در اول آوریل ۲۰۱۱ تمام شد. به گفتهٔ گروه، این آلبوم که دارای ترکیباتی از ویولن در بعضی آهنگ‌هایش است، سبکی نزدیکتر به آلبوم‌های قدیمی گروه دارد. در ماه دسامبر، گروه اعلام کرد که اجرایی در Metal Female Voices Fest IX در اکتبر ۲۰۱۱ خواهد داشت.

## اعضا

### اعضای کنونی
- Johan Ericson – خواننده زمینه، گیتارنواز اصلی (۱۹۹۴–تاکنون)
- Anders Jacobsson – خواننده (۱۹۹۵–تاکنون)
- Jerry Torstensson – درامر، ساز کوبه‌ای (۲۰۰۰–تاکنون)
- Daniel Arvidsson – ریتم گیتار (۲۰۰۵–تاکنون)
- Fredrik Johansson – گیتار بیس (۲۰۰۶–تاکنون)
- Heike Langhans - خواننده (۲۰۱۲ -تا کنون)

### اعضای بازنشسته
- Lisa Johansson – خواننده (۲۰۰۱–۲۰۱۱)
- Andy Hindenäs – گیتار (۱۹۹۴–۲۰۰۰)
- Jesper Stolpe – بیس (۱۹۹۴–۲۰۰۲، ۲۰۰۴–۲۰۰۶)
- Susanne Arvidsson – خواننده، کیبورد (۱۹۹۵–۱۹۹۷)
- Magnus Bergström – گیتار (۱۹۹۵–۲۰۰۵)
- Thomas Jäger – بیس (۲۰۰۲–۲۰۰۴)
- Andreas Karlsson – کیبورد، برنامه‌ریز (۱۹۹۷–۲۰۰۸)

### اعضای فصلی
- Jessica Eriksson – فلوت، vocals on Shades of a Lost Moon
- Andreas Haag – کیبورد در Shades of a Lost Moon
- Olof Götlin – ویولن on Where Lovers Mourn
- Paul Kuhr – خواننده در Turning Season Within

## ترانه‌شناسی
آلبوم‌های استودیویی
- Where Lovers Mourn (2003)
- Arcane Rain Fell (2005)
- The Burning Halo (2006)
- Turning Season Within (2008)
- A Rose for the Apocalypse (2011)
- Sovran (2015)

Under a godless veil )(2020
تک‌آهنگ‌ها
- No Greater Sorrow (Digital download, 2008)

آلبوم‌های دمو
- Shades of a Lost Moon (1995)
- In Glorious Victory (1997)
- The Closed Eyes of Paradise (1999)
- Frozen Features (2000)
- Dark Oceans We Cry (2002)